# Spring Hill (Florida)
Spring Hill is een plaats (census-designated place) in de Amerikaanse staat Florida, en valt bestuurlijk gezien onder Hernando County.

## Demografie
Bij de volkstelling in 2020 werd het aantal inwoners vastgesteld op 119.920. Spring Hill ligt nabij de Tampabaai in een metropoolgebied met 5 miljoen inwoners. 

## Geografie
Volgens het United States Census Bureau beslaat de plaats een oppervlakte van
142,0 km², waarvan 137,6 km² land en 4,4 km² water.

## Plaatsen in de nabije omgeving
De onderstaande figuur toont nabijgelegen plaatsen in een straal van 16 km rond Spring Hill.